# Green Ethernet
Green Ethernet è una tecnologia proprietaria sviluppata da D-Link e orientata alla riduzione dei consumi energetici dei dispositivi di rete dotati di porte Ethernet, come switch e router.

## Caratteristiche tecniche
La tecnologia si ispira a una proposta di standardizzazione attualmente al vaglio dell'IEEE (Institute of Electrical and Electronics Engineers) ma non ancora approvata. La proposta, identificata come 802.3az, ha come obiettivo l'ottimizzazione dell'efficienza energetica dei dispositivi di rete ed è il risultato di un'attività di task-force promossa dall'IEEE stesso. L'idea di base della proposta consiste nell'inserire nei dispositivi di rete dei meccanismi per monitorare il carico dei collegamenti sulle porte Ethernet fisiche e adattare di conseguenza i propri consumi energetici al livello strettamente necessario.
La tecnologia Green Ethernet si differenzia dallo standard candidato 802.3az principalmente per le modalità utilizzate nel monitoraggio dei consumi. Invece del carico dei collegamenti, questa tecnologia monitora lo stato di attività delle porte anche quando sono collegate a un dispositivo (per esempio un PC) e pone la porta in uno stato di stand-by, ossia di basso consumo, quando non viene registrata alcuna attività. In aggiunta, la tecnologia è in grado di auto-adattare il consumo energetico rilevando anche la lunghezza fisica del cavo di collegamento tra il dispositivo di rete e il dispositivo esterno, diminuendo la potenza utilizzata al diminuire della lunghezza del cavo stesso, invece di alimentare la porta a un valore costante, pari a quello necessario per un cavo della lunghezza massima prevista dallo standard.

## Settori di applicazione
Questa tecnologia è stata applicata inizialmente a dispositivi di rete per uso domestico (switch e smart switch), dove sono presenti poche porte fisiche e per cui l'elemento preponderante per il risparmio energetico è costituito dall'adattamento alla lunghezza dei collegamenti, normalmente di pochi metri rispetto ai 100 metri massimi previsti dallo standard.
È in via di sviluppo l'introduzione della tecnologia anche su dispositivi più grossi, destinati ad uso aziendale, che usano normalmente collegamenti di lunghezza massima o prossima al valore massimo ma che di converso equipaggiano molte porte Ethernet fisiche. In questo caso l'elemento preponderante di risparmio energetico è dato proprio dall'utilizzo ottimale delle porte effettivamente attive, con un possibile risparmio energetico stimato dell'80% (stima tuttavia ancora da dimostrare sul campo).